# IGNITE (アルバム)
『IGNITE』（イグナイト）は、KAT-TUNのオリジナル・アルバム（フルアルバムとしては9作目、通算では10作目）。2019年7月31日にJ Stormから発売された。

## 概要
- 前作『CAST』から約1年ぶりとなるオリジナル・アルバム。
- 初回限定盤1/2、通常盤の3種類で発売[3]。
- KAT-TUNのオリジナルアルバムでは初めて、シングル曲が一切収録されていない。
- 通常盤付属のユーザーコードを特設サイト（2019年7月31日18:00 〜 2019年9月29日14:30まで）に入力すると、ストリーミングWEBムービー「We are KAT-TUNもっと楽しみ方講座」が期間限定で視聴できた。

## チャート成績
初週10.5万枚を売り上げ、2019年8月12日発表の「オリコン週間アルバムランキング」では初登場1位を記録し、1stアルバム『Best of KAT-TUN』から11作連続となる1位を獲得した。なお、2019年8月12日付のBillboard JAPAN「Billboard JAPAN Top Albums Sales」で週間1位を獲得した。

## 収録曲

### CD
1. GO AHEAD
Lyrics：KOMU、Rap Lyrics：Tatsuya Ueda、Music：Tomohiro Akiura、Arrangement：CHOKKAKU
  - 上田竜也主演 日本テレビシンドラ『節約ロック』主題歌
2. Fly like a ROCKET
Lyrics：TEEDA(BACK-ON)、Music：MiNE/Atsushi Shimada/Albin Nordqvist、Arrangement：Taku Yoshioka
3. 甘い渇き
Lyrics & Music：Yuhki Kurihara、Arrangement：Teppei Shimizu
4. ハロハロ
Lyrics：Ami、Music & Arrangement：Josef Melin
5. A MUSEUM
Lyrics：Atsushi Shimada、Music：Jimmy Claeson/Kota Sahara、Arrangement：Kota Sahara/Yasutaka Mizuhara
  - JR博多シティ「AMU博多8周年キャンペーン」イメージソング
6. 百花繚乱 - 上田竜也
Lyrics & Music：Reiji Yamamoto、Arrangement：Kushitamine
7. アブストラクト - 中丸雄一
Lyrics：Yuichi Nakamaru/BUBBLES、Music：Scott Kingston/BUBBLES/Wang Kengwoo、Arrangement：Wang Kengwoo
8. CAN'T CRY - 亀梨和也
Lyrics & Music：CHIAKI SATO、Arrangement：Yu Suto、String Arrangement：Yasumasa Sato
9. 僕らなら!
Lyrics & Music：Makoto Miyazaki、Arrangement：Kazuki Satou(SCRAMBLES)
10. Diamond Sky
Lyrics：Jovette Rivera/Maiko Kawabe Rivera、Music：Tommy Clint/Kenichi Sakamuro、Arrangement：Kenichi Sakamuro
11. Reflect Night
Lyrics：miyakei、Music：Susumu Kawaguchi/Christofer Erixon、Arrangement：Teppei Shimizu
12. クロサンドラ
Lyrics：Takahito Uchisawa(androp)、Music：Takashi Tsushimi/Susumu Kawaguchi、Arrangement：Tomoki Ishizuka
13. DANGER
Lyrics：RUCCA、Music：STEVEN LEE/Christofer Erixon、Arrangement：Tatsuya Kurauchi
  - 本作のリードトラック
14. We are KAT-TUN
Lyrics：Yuichi Nakamaru、Music：SHIBU/Ayumu Uchino、Arrangement：TeddyLoid
通常盤のみ収録。
自身のライブあるあるを詰め込んだ楽曲。

### DVD

#### 初回限定盤1
1. 「DANGER」ビデオ・クリップ+メイキング

#### 初回限定盤2
1. 「GO AHEAD」ビデオ・クリップ

### ストリーミングWEBムービー
※通常盤のみ
- 「We are KAT-TUN」もっと楽しみ方講座